# Шумска майка
Шу́мска ма́йка — сербский и болгарский лесной мифологический персонаж. Существуют следующие варианты названия, происходящие от слов шум и гора — лес, планина — гора, мајка/майка — мать: серб. шумска мајка/šumska majka (в Сербии), болг. горска майка (в Тимокской Краине и Болгарии), серб. планинска мајка (в Банате), шуминка (у сербов в румынской Свинице и в Нижнем Дунае).
Когда время описываемой встречи с шумской майкой выпадало на ночь, то она описывалась как страшная, уродливая женщина с растрёпанными волосами, выпавшими зубами и злым характером, а когда на день — то как добрая к людям красавица. В окрестностях Бора её представляли женщиной с огромными грудями, распущенными волосами, длинными ногтями, нагой или в белой одежде. В Верхнем Дунае считали, что она может представать свиньёй, собакой, лошадью, козой, копной сена. В других местностях указывали, что она может оборачиваться также коровой, индейкой и деревянной чуркой. Считалось, что она хорошо поёт. Когда она в виде старухи, то у неё есть волшебная палочка. Появляется обычно около полуночи.
Поведение описывается противоречиво. Шумска майка охраняет беременных и новорождённых, но может и насылать на них плач и бессонницу. Может нападать на детей. В заговорах её просили забрать у младенца плач, а иногда обращались и с просьбой о лечении болезней. Может соблазнять мужчин, завлекая их в лесные чащи или к водяным мельницам. Может давать негрешным женщинам лекарственные травы от бесплодия.
Шумски майки подобны или тождественны общеславянским демонам ночницам, вызывающим плач у детей. Внешним видом, отношениями с мужчинами и вариативным по отношению к человеку поведением они также напоминают вил. Также есть сходство с болгарской родопской дива жена. Аналогом у румын является мума падури.